# Dašice
Dašice település Csehországban, a Pardubicei járásban. Dašice Moravany, Lány u Dašic, Časy, Pardubice, Sezemice, Dolní Roveň, Dolní Ředice és Kostěnice településekkel határos. Lakosainak száma 2642 fő (2024. január 1.).

## Népesség
A település lakosságának változását az alábbi diagram mutatja:
| Lakosok száma | 2316 | 2620 | 2571 | 2277 | 1872 | 1750 | 2284 | 2303 | 2261 | 2642 |
|               | 1869 | 1890 | 1921 | 1950 | 1980 | 2001 | 2017 | 2019 | 2022 | 2024 |